# Eerde (Overijssel)
Eerde is een buurtschap in de gemeente Ommen, in de Nederlandse provincie Overijssel en ligt op ongeveer 21 kilometer ten noordwesten van Almelo. Op 1 januari 2015 telde Eerde 60 inwoners.
De buurtschap is gelegen aan de noordzijde van de Regge. In de buurtschap ligt kasteel Eerde dat stamt uit de 14e eeuw. Het was ooit eigendom van baron van Pallandt. Nu is er een internationale kostschool in gevestigd.

## Toerisme

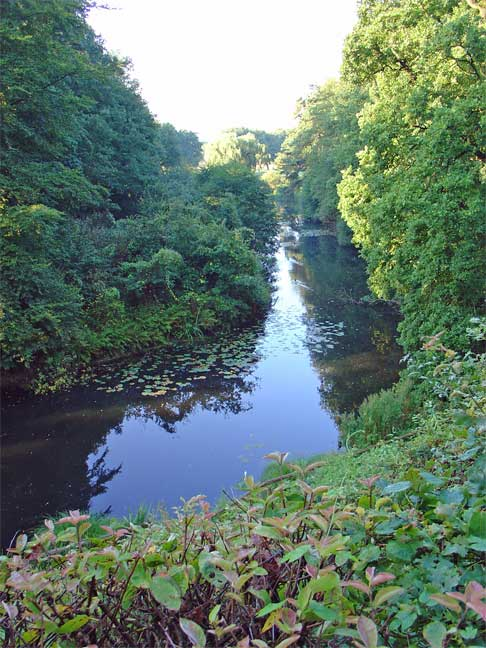
"De Steile Oever" in Eerde

Eerde kent veel natuurschoon. In het Eerder-Achterbroek is het oude Saksische cultuurlandschap nog zeer fraai bewaard gebleven. Vermaard is ook de Steile Oever aan de voet van de Besthmenerberg, gevormd in een buitenbocht van een meander van de Regge door de eroderende werking van het rivierwater. In de boswachterij Ommen ligt de zandverstuiving de Sahara.